# 天神明進流
天神明進流（てんじんみょうしんりゅう）とは日本の柔術の流派の一つ。

## 歴史
天神明進流とは、幕末に高橋健流斎によって仙台藩涌谷領内へ伝承された楳本流を岩井勇斎が整理したものである。
鹿島の柔術を源流としており片山神道流から栄進流、楳本流、天神明進流と伝わる。
高橋健流斎の楳本流は、剣、棒、柔術、陣鎌等を伝える総合武術であり、技法名に天神明進流と共通するものが多かったが体系が異なっていた。
現在の天神明進流は、岩井勇斎が陰陽、五行、三才と陰陽五行論に基づいて楳本流を整理し天神明進流と號して伝えたものである。
元々は片山心働流（伝書では片山神道流とも）を名乗っていたと言われることから、片山心働流の一系統であったと思われる。伝書では鹿島の柔術であると伝わる。幕末に東北地方の仙台藩領内の農村部において伝承されるようになる。伝承では、幕末に江戸から事情により逃れてきた高橋健流斎という浪人が伝えたと言われている。
現在は武器術は失伝しており柔術だけを伝承する。
神奈川県、東京都、山口県などに伝承がある。

## 技法
146の形と数多くの口伝が伝承されている。
陽体　表裏
二柱、鶺鴒、膝詰、車輪、蛙捕
五行意立會　表裏
木体
片羽捕、両羽捕、大渡、こて折、蜂狂
火体
鷹羽〆、友千鳥、鶴の巣籠、鷲掴、鸚鵡返
土体
谷風、吹落、向風、三光、砂煙
金体
龍虎、暴風、飛龍、麒麟、鬼枕
水体
龍門、雲月、車捕、獅子の洞入、七里引
三才意　表裏
天体
震動、雷電、電光、稲妻、霆
地体
三段崩、坂落、天狗倒、山嵐、突落
人体
張合、鏜返、髪捕、打違、天狗の羽返
中極意
比翼引、風車、邯鄲夢枕、立浪、手無、二王詰、三光開、四天力、巖石落、頤廻
天竜劔
光明剱、燈明剱、通剱、虫剱、牛剱
合掌意
対面捕、転車、爪砕、貧狼攻、巨門折、碌存体、文曲廻、簾貞堅、武曲引、合掌〆
客星意
楳鉢捕、摺合、乱心捕、骨法打、不動堅、鬼身、肩留、峯落、肩車、寝免
拾相堅
一身大発、掛り之位、我堂正心之位、三方責、左右前後、三寸、腹打、立留、抜打、急場ノ太刀
極意
鶴の振首、鷹の蹴足、孔雀羽扣、鳳凰の羽返、楳鉢開
亂捕
突込返、鷹の羽返、腕敷返、天狗背返、天狗掴、天狗敷、寿命攻、虎ノ咽〆、猪ノ首攻、膕砕
天神明進流新手早捕　五星意
木星体　打掛
金星体　腕捕
火星体　襟捕
水星体　抱締
土星体　五人捕
當所之事
右天、左天、坤関、地関、風寒、松風、朝嵐、阿運、別府
四活之大事
中関、本段、玉壽、明活
禁穴之大事
四ヶ條秘事
寝堅之大事
戸入之大事
水月之位

## 系譜
- 高橋和泉正健流斎（楳本流）
  - 坂本市右衛門
  - 岩井勇斎勝明（天神明進流）
    - 木村融正雪
      - 佐藤廣流勝義
        - 小野寺庄逸夢楽斎正高
          - 横瀬知行廣勇斎直隆
          - 相馬和文
          - 多田輝夫
          - 中島篤巳

        - 栗野栄之丞
        - 三品清雄
        - 千石強

    - 相沢要助宗明
      - 佐藤廣流勝義

    - 柳生新右衛門
    - 志津川徳五郎
      - 高橋文治勝行

    - 佐々木千里

  - 安代己代松行實（楳本栄進流）
    - 高橋喜惣右衛門

## 関連資料
- 小野寺夢楽斎正高 編『天神明進流兵法(柔術) 上巻』小野寺庄逸、1996年
- 小野寺夢楽斎正高 編『天神明進流兵法(柔術) 中巻』小野寺庄逸、1996年
- 小野寺夢楽斎正高 編『天神明進流兵法(柔術) 下巻』小野寺庄逸、1997年

- 月刊秘伝